# Cairn.info
Cairn.info è un portale web francese lanciato nel 2005 su iniziativa delle quattro case editrici Belin, De Boeck, La Découverte ed Érès, alle quali nel 2006 si è unita la Biblioteca nazionale di Francia e, nel 2014, la Presses universitaires de France.

## Storia
Nel maggio 2005 fu costituita la società Cairn con un capitale sociale di 542.000 euro detenuti da Marc Minon, il suo partner Jean-Baptiste de Vathaire, le quattro case editrici e alcuni investitori istituzionali.
Minon, ricercatore presso l'Università di Liegi, aveva in precedenza studiato le potenzialità della tecnologia digitale sul mondo dell'editoria, decidendo di lanciare un portale per le riviste pubblicate nell'ambito delle scienze umane e sociali.
Negli anni successivi, il catalogo si è progressivamente ampliato fino ad arrivare ad includere le pubblicazioni di 150 editori pubblici, privati o misti, quali: Armand Colin, Editions de l'EHESS, Presses de Sciences Po, Librairie Vrin, Editions Lavoisier, Dalloz, Gallimard, Minuit, Le Seuil e La Documentation française. Dal 2010, Cairn ha iniziato a pubblicare articoli di ricerca, monografie, saggi, riviste specializzate (Revue des sciences humaines, Alternatives économiques, L'Histoire, Le Nouveau Magazine Littéraire) o enciclopedie tascabili come Que sais-je? e Repères.
Dal 2014, è disponibile l'interfaccia Cairn International Edition, che presenta le novità editoriali pubblicate in francese nell'ambito delle scienze umane e sociali di lingua francese, abstract e selezioni di articoli tradotti in inglese in collaborazione col mensile books.fr.

## Contenuto
La copertura temporale del servizio decorre dal 2001. Per ogni rivista viene offerta online la collezione completa degli articoli, proposti in modalità testo integrale. Complessivamente più di 200.000 articoli e 5.000 monografie sono rese accessibili a qualsiasi postazione connessa a Internet.
Al 2014, circa due terzi dei titoli sono offerti in modalità Open Access, in particolare quelli più datati; quelle più recenti possono essere consultate nelle biblioteche abbonate al sito oppure acquistate direttamente dagli utenti.

## Funzionalità
Un motore di ricerca interno permette di effettuare ricerche avanzate per soggetto tematico nei titoli, nell'abstract e nel corpo del testo dei contenuti. I risultati possono essere ordinati per data o per ranking di pertinenza e consultati in formato HTML, PDF, pagina web o come un fac-simile del testo a stampa (in modo simile al visualizzatore dell'Internet Archive).
Gli utenti possono impostare bookmark e feed RSS personali per creare una propria biblioteca e ricevere una notifica informativa tramite e-mail, non appena un determinato titolo sia divenuto disponibile.